# Rengha Rodewill
Rengha Rodewill (11 de octubre de 1948, Hagen, Westfalia) es una fotógrafa, escritora, pintora, artista gráfica y bailarina alemana.

## Biografía y obras
Rengha Rodewill creció en Hagen. Estudió danza escénica con Ingeburg Schubert-Neumann en Hagen y pintura con Will D. Nagel. Después de estudiar en Italia y España, se trasladó a Berlín en 1978 y abrió un estudio en Potsdam-Babelsberg en 1998.  
Desde el año 2000 hasta la muerte de Strittmatter en 2011, Rodewill tuvo un intercambio artístico con Eva Strittmatter, de la cual los poemas también forman parte de su primera publicación de libros Zwischenspiel - Lyrik, Fotografie (2010). En mayo de 2003, Strittmatter leyó sus poemas en un vernissage al aire libre en el jardín del estudio de Rengha Rodewill. La lectura fue interrumpida por una violenta tormenta en mayo y más tarde se la denominó Donnerdichtung.  El presentación del libro Zwischenspiel y la exposición de fotografías de Rodewill se estrenaron en octubre de 2010 en la Ópera Alemana de Berlín. Los poemas de Eva Schrittmatter fueron leídos por la actriz Barbara Schnitzler del Teatro aleman Berlin (Deutsches Theater Berlin). 

## Crossover

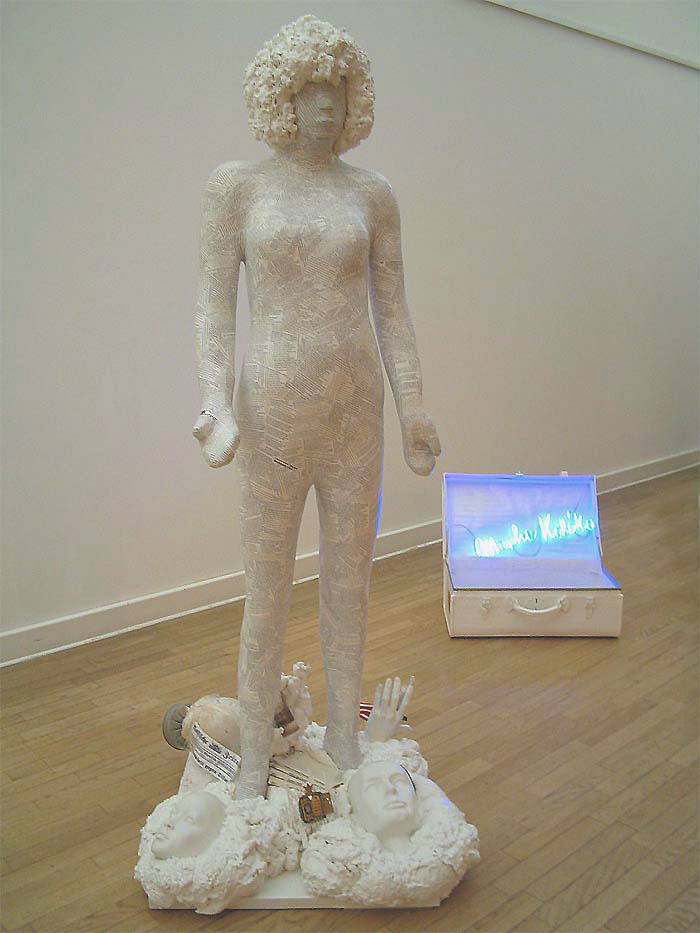
Escultura Hommage á Mascha Kaléko.

Rodewill tuvo exposiciones en el país y en el extranjero. También ha iniciado numerosos proyectos transversales. A las exposiciones y eventos de Rodewill, que organizó durante muchos años, acudieron artistas de renombre de forma gratuita. En abril de 2006 tuvo lugar en el Instituto Julius Stern de la Universidad de las Artes de Berlínel evento benéfico Benefizzz for Kids para niños enfermos en Israel. Los ingresos fueron donados a Keren Hayesod Vereinigte Israel Aktion e.V.. La actriz Brigitte Grothum leyó de El Principito de Antoine de Saint-Exupéry. En octubre de 2000 Rodewill expuso sus obras en la Galería Ufer 55 de Berlín bajo el título Moments. Con el clarinetista de jazz Rolf Kühn, es el hermano mayor del pianista Joachim Kühn,  y su trío ofreció un concierto de jazz en directo en la inauguración. 
En la Fundación Friedrich Naumann de Potsdam-Babelsberg, Rodewill mostró en mayo de 2004, bajo el título BTrachtungsweisen, imágenes del ciclo Serie im Quadrat dazu, objetos y collages de materiales. Para el centenario del nacimiento del poeta judío Mascha Kaléko, Rodewill creó una instalación artística en dos partes. La exposición Hommage à Mascha Kaléko tuvo lugar en septiembre de 2007 en el Museo Georg Kolbe Berlín. El escritor de novelas policíacas Horst Bosetzky leyó su exitosa novela Brennholz für Kartoffelschalen en abril de 2008 durante la entrega de un cheque al Hospital Infantil Josephinchen del Hospital St. Joseph de Berlín-Tempelhof. En septiembre de 2009, la actriz y cantante Gisela May leyó su libro Es wechseln die Zeiten con motivo del evento benéfico de Rengha Rodewill Benefiz für Spatz.

Las obras de Rodewill son de propiedad privada y están en colecciones.
Rengha Rodewill vive en Berlín y trabaja como fotógrafa y autora.

## Obra literaria
- Zwischenspiel – Lyrik, Fotografie. Zusammen mit Eva Strittmatter. Plöttner Verlag, Leipzig 2010, ISBN 978-3-86211-005-6
- Einblicke – Künstlerische - Literarische - Politische. Die Bildhauerin Ingeborg Hunzinger. Mit Briefen von Rosa Luxemburg. Karin Kramer Verlag, Berlín 2012, ISBN 978-3-87956-368-3
- Bautzen II – Dokumentarische Erkundung in Fotos mit Zeitzeugenberichten und einem Vorwort von Gesine Schwan. Vergangenheitsverlag, Berlín 2013, ISBN 978-3-86408-119-4
- Hoheneck – Das DDR-Frauenzuchthaus, Dokumentarische Erkundung in Fotos mit Zeitzeugenberichten und einem Vorwort von Katrin Göring-Eckardt. Vergangenheitsverlag, Berlín 2014, ISBN 978-3-86408-162-0
- -ky's Berliner Jugend – Erinnerungen in Wort und Bild. Zusammen mit Horst Bosetzky. Vergangenheitsverlag, Berlín 2014, ISBN 978-3-86408-173-6
- Angelika Schrobsdorff – Leben ohne Heimat (biografía). Bebra-Verlag, Berlín 2017, ISBN 978-3-89809-138-1

## Bibliográfica
- Annette Gonserowski. Künstlerin Rengha Rodewill auf der Suche nach Harmonie, HagenBuch 2009, p. 125–128, ardenkuverlag, Hagen 
ISBN 978-3-93207-087-7

## Entrevistas
- Götz J. Pfeiffer: Neuer Ort für Kunst Archivado el 15 de agosto de 2018 en Wayback Machine. in Potsdamer Neueste Nachrichten 3 de junio de 2004, online en pnn.de
- Ulrich Biermann: DDR-Frauengefängnis Hoheneck "Wir wurden wie Abschaum behandelt". Gespräch mit Rengha Rodewill 30 de junio de 2014 en Resonanzen WDR 3, Archiv: WDR 3 5 de julio de 2014
- Franca Fischer: So wurden die Häftlinge in Bautzen gequält, in Die Welt 10 de septiembre de 2013, online en welt.de
- Martina Helmig: Im Gespräch die Fotografin Archivado el 26 de febrero de 2015 en Wayback Machine. "Zwischenspiel in den Kulissen", in Berliner Morgenpost 30 de septiembre de 2010, online en Berliner Morgenpost.de
- Michael Hametner: Eva Strittmatter Abend Gespräch mit Rengha Rodewill und Jonas Plöttner, Alte Handelsbörse (Leipzig) 8 de febrero de 2011
- Christhard Läpple: Buchvorstellung Bautzen II - Dokumentarische Erkundung in Fotos Archivado el 2 de julio de 2018 en Wayback Machine. Gespräch mit Rengha Rodewill, Markus Meckel und Sigrid Grünewald, DBB Beamtenbund en Tarifunion Berlín, 13 de septiembre de 2013
- Bebra-Verlag:  Angelika Schrobsdorff - Leben ohne Heimat Archivado el 10 de abril de 2017 en Wayback Machine., Lesung und Gespräch mit Rengha Rodewill, Voice Republic, Literaturforum, Leipziger Buchmesse, Leipzig 23 de marzo de 2017
- Tina Gerhäusser: Der Tag - Die Geschichten hinter den Nachrichten, Gespräch mit Rengha Rodewill über das Buch Angelika Schrobsdorff - Leben ohne Heimat, DW-TV Berlín, 5 de mayo de 2017

## Galería

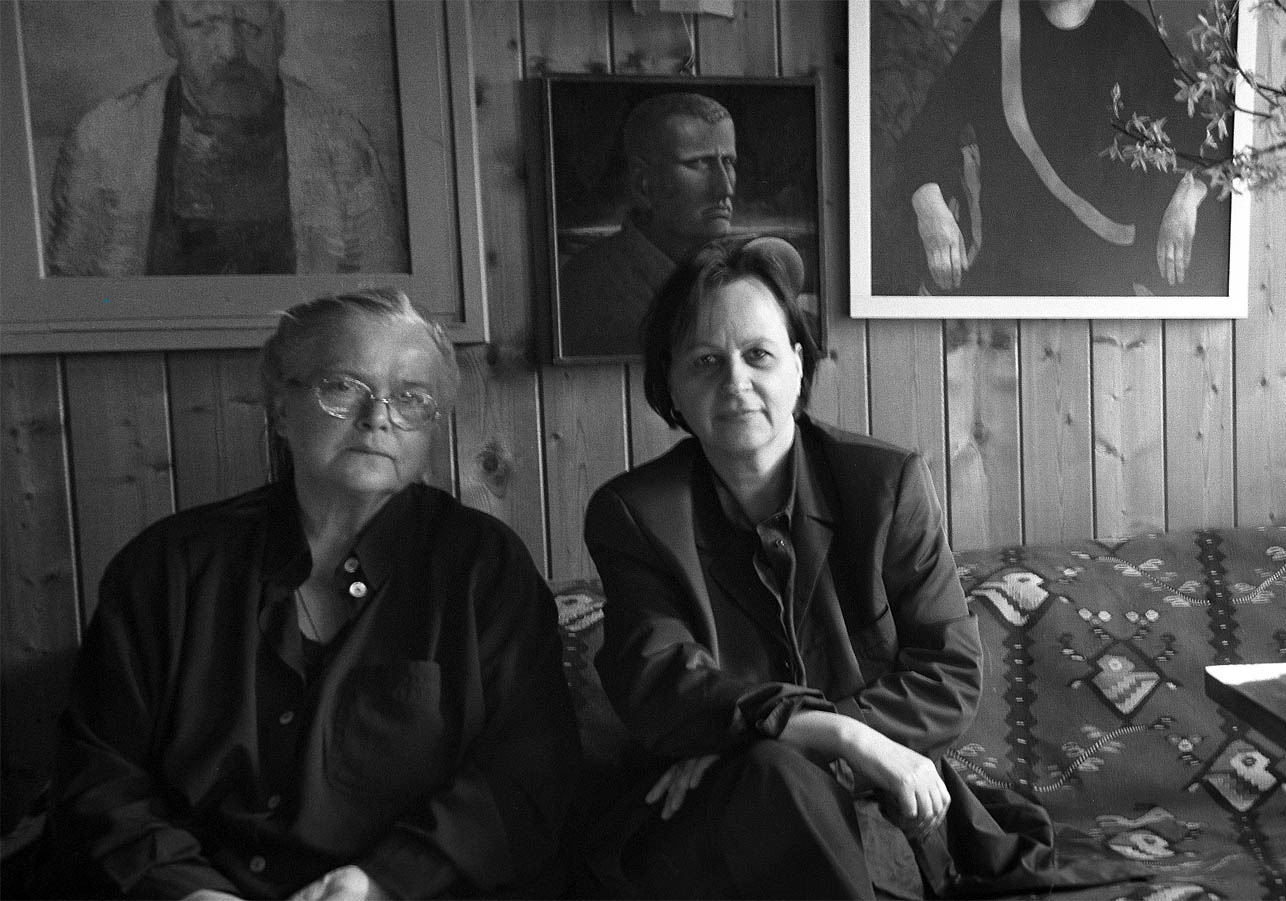
Eva Strittmatter y Rengha Rodewill
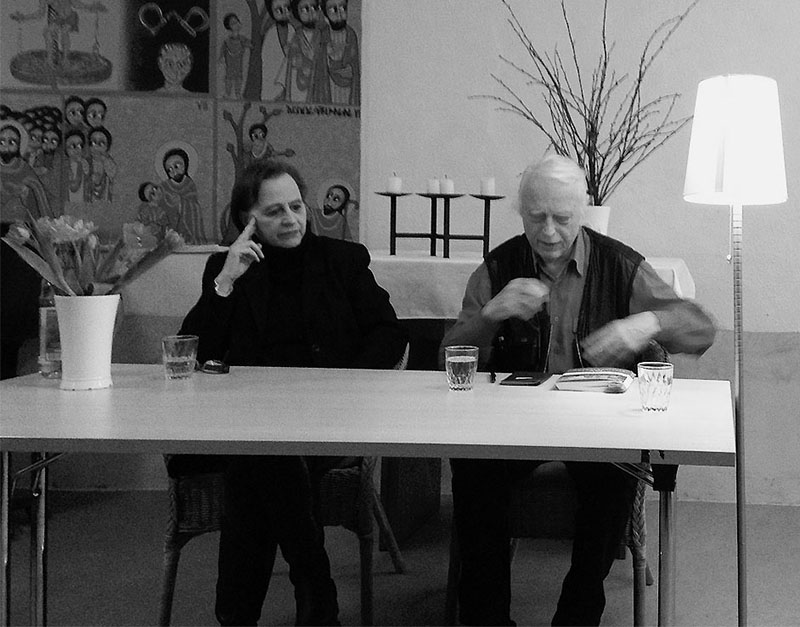
Rengha Rodewill y Horst Bosetzky
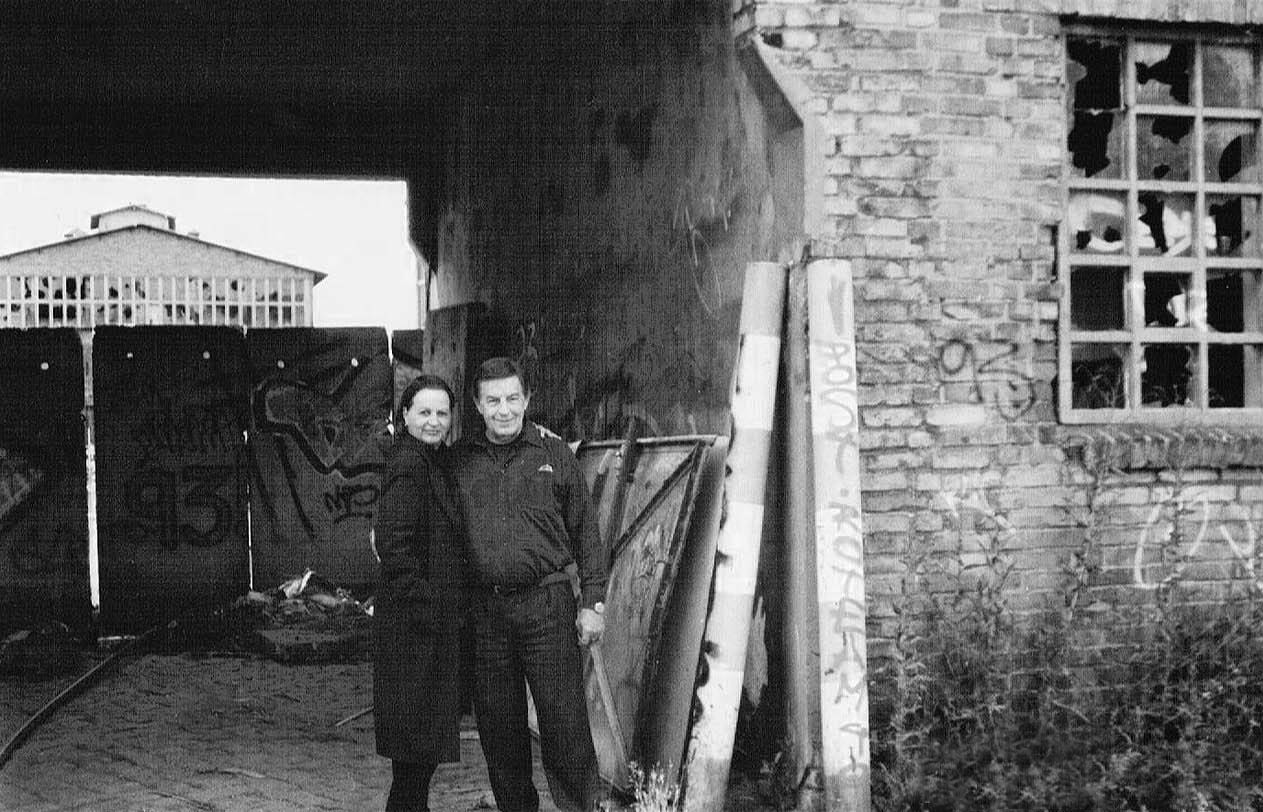
Rengha Rodewill y Rolf Kühn
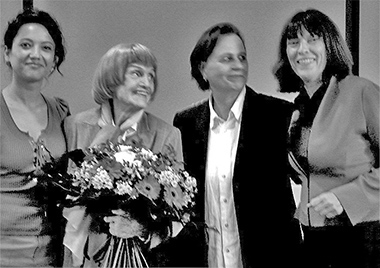
(imagen de izq. a der) Madeleine Wehle, Gisela May, Rengha Rodewill, Beatrix Schmidt